# Тирасполь (футбольный клуб)
Футбольный клуб «Тира́споль» (рум. Fotbal Club Tiraspol) — бывший молдавский футбольный клуб из одноимённого города. Был основан в 1992 году в Кишинёве под названием «Конструкторул» (при этом другая кишинёвская команда, в 1990—1992 годах носившая название «Конструкторул», стала назвываться «Конструкторул-Агро»). В 2001 году команда переехала в приднестровское село Чобручи, а в 2002 году сменила название на ФК «Тирасполь» в честь города, в котором с того времени стала базироваться. Клуб становился чемпионом Молдовы в сезоне 1996/97 и трижды выигрывал кубок страны — в 1996, 2000 и 2013 годах. Домашние матчи «Тирасполь» проводил на спорткомплексе «Шериф». В мае 2015 года клуб прекратил своё существование.

## Прежние названия
- 1992—2000 год — «Конструкторул» Кишинёв
- 2001 год — «Конструкторул» Чобручи
- 2002—2015 год — «Тирасполь»

## История

### 1992—2001. Основание и первые годы
Клуб был основан в 1992 году Валерием Григорьевичем Ротарем под названием «Конструкторул» в Кишинёве. Первый трофей команда выиграла в сезоне 1995/96, в финальном матче на Кубок Молдовы кишинёвский клуб обыграл «Тилигул» со счётом 2:1. В сезоне 1996/97 «Конструкторул» стал чемпионом Молдовы, клуб выиграл 26 матчей, набрав 81 очко, идущий вторым «Зимбру» отстал на 11 очков. Победа в чемпионате позволила команде впервые в своей истории выступить в Лиге чемпионов. В первом квалификационном раунде против белорусского МПКЦ «Конструкторул» проиграл со счётом 3:4 по сумме двух встреч. В сезоне 1998/99 «Конструкторул» завоевал серебряные медали чемпионата. В следующем году клуб выиграл второй кубок Молдовы, в финальной встрече был обыгран столичный «Зимбру» со счётом 1:0. В июле 2001 года команда из столицы Молдовы была продана и переехала в село Чобручи, прежние хозяева не смогли более содержать клуб. Одной из причин последующего спада команды стала гибель её президента Валерия Ротаря, убитого 16 февраля 2000 года.

### 2002—2010. Переезд в Тирасполь

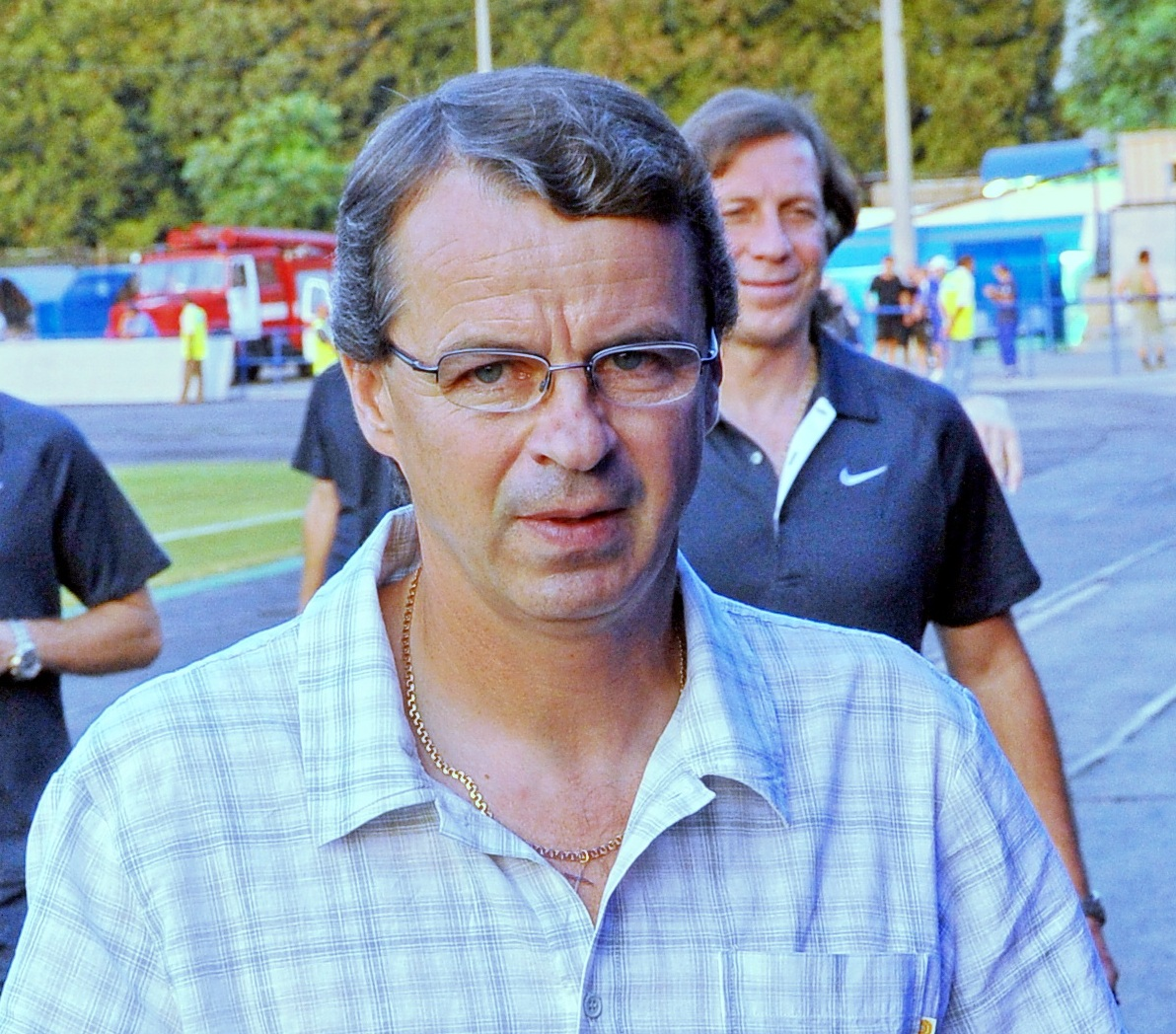
Игорь Наконечный тренировал клуб с 2002 по 2003 год

21 марта 2002 года, перед началом сезона 2002/03, футбольный клуб переехал на новую базу в городе Тирасполь и получил своё нынешнее название. В июне приднестровский клуб сыграл два матча на европейской арене с чешским «Синотом» в рамках Кубка Интертото 2002. Домашняя встреча, которую клуб провёл на Городском стадионе в Тирасполе закончилась без голов, ответный поединок приднестровский клуб проиграл со счётом 0:4. Первые сезоны для тираспольского клуба были непростыми, защищать «красно-зелёные» цвета были призваны в большинстве своём молодые и амбициозные футболисты местной школы футбола. Нехватка опыта выступления на этом уровне была самой большой проблемой в то время. Однако клубу удалось сходу стать крепким середняком Национального Дивизиона. Главный тренером являлся Игорь Наконечный, возглавивший команду после Дмитрия Кихаева, Александра Голоколосова и Юрия Кулиша, и тренировавший её два года. В сезоне 2003/04 «красно-зелёные» вновь оказались на четвёртой строчке турнирной таблицы чемпионата, это дало им право принять участие в Кубке УЕФА, в том розыгрыше команда под руководством Виктора Бырышева прошла армянский «Ширак», но не смогла обыграть донецкий «Металлург». Сезон 2004/05 команда вновь закончила на четвёртом месте чемпионата. В 2005 году свою карьеру начал вратарь Станислав Намашко, ворота тираспольчан он защищал до конца 2007 года. В 2006 году «Тирасполь» завоевал бронзовые медали чемпионата Молдовы, что стало на тот момент наивысшем успехом в истории клуба. Летом того же года команда прошла два раунда Кубка Интертото, выбив «МКТ-Араз» из Азербайджана в первом круге и польский «Лех» во втором. В третьем круге «Тирасполь» в упорной борьбе уступил австрийскому клубу «Рид». После успешного еврокубкового выступления в команду пришёл новый наставник — Владимир Рева, который до этого несколько сезонов работал в тренерском штабе команды. Украинский специалист за два с половиной сезона провел ровно 100 матчей в качестве главного тренера команды. Зимой 2008 года команду возглавил молдавский специалист Эмиль Карас, лучший тренер Молдовы 2006 года, но на тренерском мостике «Тирасполя» он провёл всего полгода.

### 2011—2014. Под руководством Влада Гояна

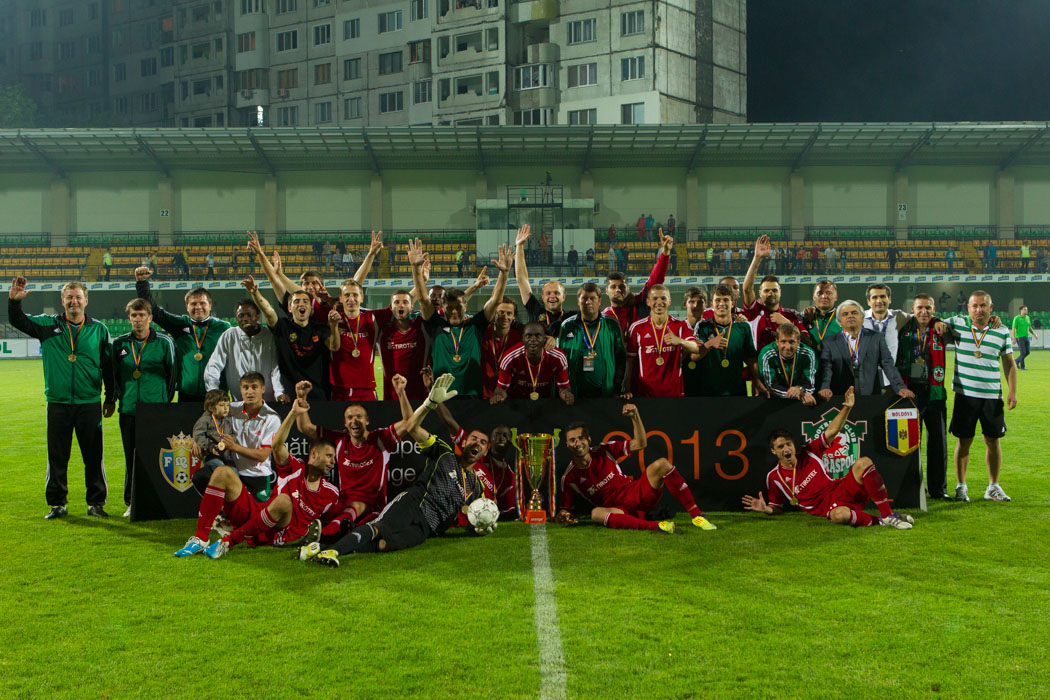
«Тирасполь» — обладатель Кубка Молдовы 2013

C начала 2011 года команду принял Влад Гоян, с именем которого связаны все успехи рыбницкого клуба «Искра-Сталь». Весной 2013 года футбольный клуб «Тирасполь» в полуфинале Кубка Молдовы со счётом 2:1 обыграл футбольный клуб «Шериф» и вышел в финал, где встретился с футбольным клубом «Верис». Финал прошел 26 мая в Кишинёве на стадионе «Зимбру», основное время матча завершилось вничью — 2:2, в серии послематчевых пенальти со счётом 4:2 победил ФК «Тирасполь». Последний тур чемпионата Молдовы 2012/13 мог принести «горожанам» серебряные медали, но команда со счётом 2:0 проиграла кишинёвскому «Зимбру» и заняла 3 место Национального дивизиона, набрав 64 очка. 29 июня 2013 года на главной арене спорткомплекса «Шериф» состоялась игра за Суперкубок Молдовы по футболу 2013, где «Горожане» встретились с футбольным клубом «Шериф». Итогом встречи со счетом 2:0 стала победа «Шерифа», а «Тирасполю» достались серебряные медали. В первом отборочном раунде Лиги Европы сезона 2013/14 «Тирасполь» встречался с рижским «Сконто». Поединок в Тирасполе закончился со счётом 1:0 в пользу латышей, в ответной встрече тираспольчане смогли взять реванш с таким же результатом, в серии послематчевых пенальти победу одержал «Сконто» со счётом 4:2. В Кубке Молдовы 2013/14 «Тирасполь» дошёл до стадии 1/4 финала, где в серии послематчевых пенальти уступил кишинёвскому «Зимбру», основное время матча закончилось со счётом 1:1. 16 мая, за тур до конца чемпионата, в игре против кишинёвского «Зимбру» команда одержала победу со счётом 2:1 и заняла второе место в сезоне 2013/14. В первом отборочном раунде Лиги Европы сезона 2014/15 «горожане» встречались с азербайджанским «Интером». Игра на домашнем поле закончилась со счётом 2:3 в пользу бакинцев, ответный поединок тираспольчане проиграли со счётом 1:3, таким образом закончив своё выступление в еврокубковом сезоне. 12 декабря стало известно, что по обоюдному согласию пост главного тренера покинул Влад Гоян.

### 2014—2015. Расформирование
После ухода Влада Гояна место главного тренера занял другой молдавский специалист Лилиан Попеску. В Кубке Молдовы «Тирасполь» дошёл до полуфинала, где уступил кишинёвской «Дачии» по пенальти, основное время поединка закончилось со счётом 1:1. По итогам сезона 2014/15 команда заняла 4 место в первенстве страны. 26 мая 2015 года на официальном сайте клуба появилась информация о прекращении профессиональной деятельности команды. Было объявлено, что на собрании руководства и учредителей ФК «Тирасполь» принято решение, что команда не будет заявлена для участия в Лиге Европы и чемпионате, а со всеми футболистами, тренерами и административным штабом расторгнуты контракты. Для многих футболистов расформирование клуба стало полной неожиданностью.

## Стадион

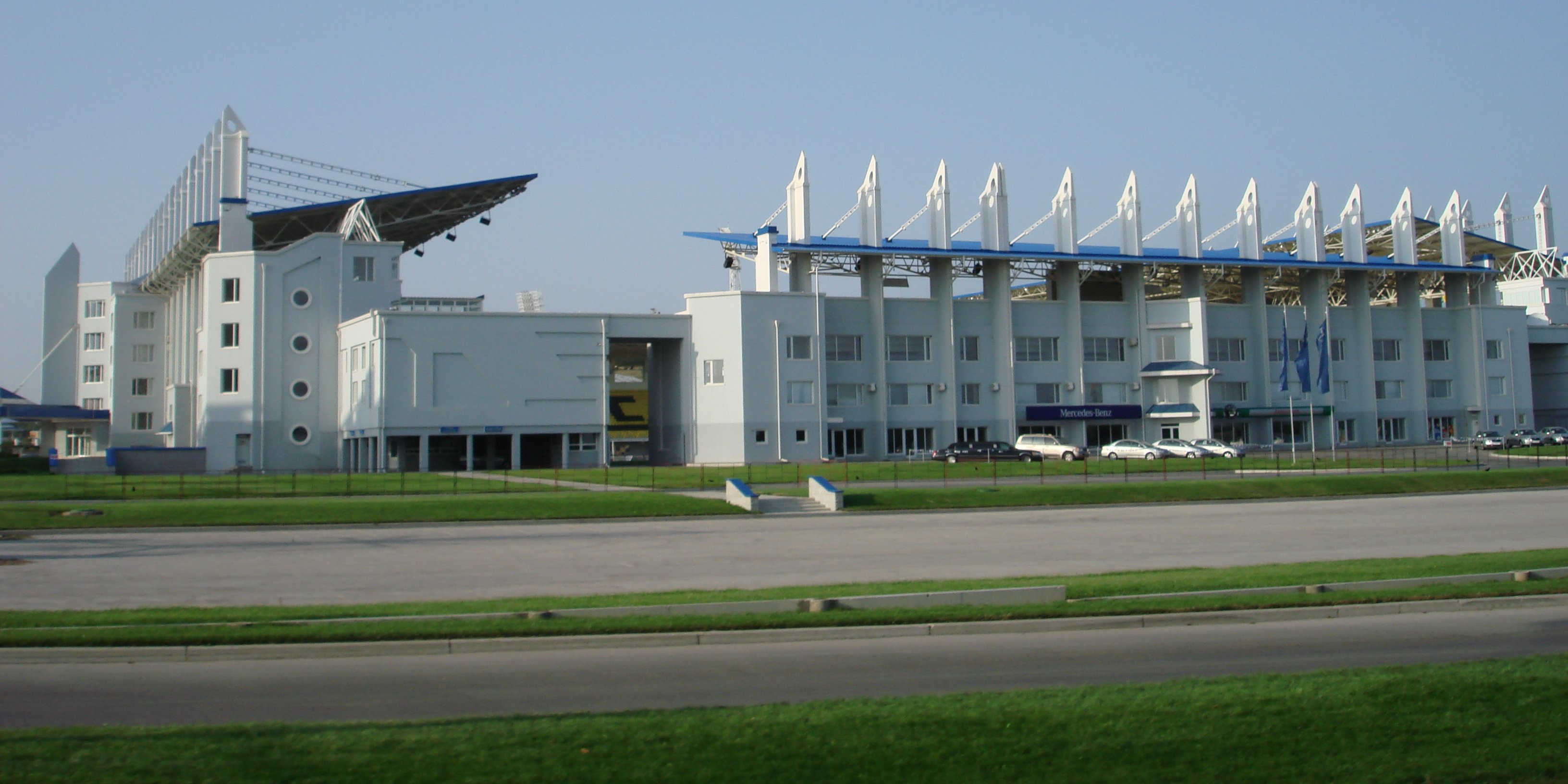
Главная арена спортивного комплекса «Шериф»

В августе 2000 года на западе Тирасполя началось строительство спортивного комплекса «Шериф» Спустя два года, в июне 2002 года была введена в эксплуатацию главная арена. Территория комплекса занимает площадь более 40 гектар.
Главная арена рассчитана на 13 300 сидячих зрительских мест, стадион оборудован телевизионной системой, позволяющей вести прямую трансляцию матчей. Раздевалки команд оснащены в соответствии с рекомендациями УЕФА, для команд имеются крытые разминочные залы, расположенные рядом с раздевалками. Игровое поле размером 105×68 м выполнено из натурального травяного газона, оно имеет дренажную систему, автоматическую систему полива, а также оборудовано системой подогрева поля. В 2011 году УЕФА выдвинула обновлённые правила для инфраструктуры стадионов, в связи с этим главная арена спорткомплекса «Шериф» подверглась реконструкции. Была произведена полная замена газона, реконструкция трибун, с оборудованием сектора для людей с ограниченными возможностями, улучшена дренажная система, добавлены новые места для запасных игроков и тренерского штаба команд, а также обновлен тоннель для выхода игроков на поле из подтрибунных помещений.
Малая спортивная арена спорткомплекса «Шериф» — вторая по величине спортивная площадка спорткомплекса. Она была введена в эксплуатацию в сентябре 2002 года, арена рассчитана на 9 300 мест. На стадионе оборудовано шесть беговых дорожек, в 2011 году были произведены работы по полной замене газона на натуральное покрытие, улучшена система подогрева и дренажа поля, добавлены новые комментаторские кабины и рабочие комнаты для сотрудников УЕФА.
В состав комплекса также входят крытый футбольный манеж вместимостью 3 570 человек, который позволяет проводить футбольные матчи в осенне-зимний период, восемь тренировочных полей и гостиничный комплекс.

## Болельщики
В 2002 году болельщиками была создана группа поддержки футбольного клуба «Тирасполь» и первым матчем, на котором присутствовало 16 человек, стала игра против «Шерифа». В самом начале у фанатов была плохая организованность выездов и домашней поддержки по причине маленького состава и отсутствие опыта. У фанатов клуба есть самодельные флаги и баннеры. Был выбран британский стиль поддержки и название «Green Bloody Raiders» (GBR). По состоянию на 2013 год состав фан-клуба насчитывал порядка 20-25 человек основного состава, средний возраст составлял 20-21 год.
Летом 2013 года клуб «Тирасполь» был оштрафован на максимально возможную сумму — 200 тысяч леев, за то, что во время исполнения гимна Молдовы гостевой сектор болельщиков клуба вёл себя вызывающе и проявил неуважение к церемонии исполнения гимна, инцидент произошёл 26 мая, перед матчем, в котором играли «Тирасполь» и «Верис».

## Статистика выступлений
| Сезон   | Дивизион  | Место | И  | В  | Н  | П  | ГЗ  | ГП | О  | Кубок Молдовы | Европа    | Европа        |
| ------- | --------- | ----- | -- | -- | -- | -- | --- | -- | -- | ------------- | --------- | ------------- |
| 1993/94 | Див. «Б»  | 1     | 20 | 20 | 0  | 0  | 79  | 11 | 40 | 1/8 финала    |           |               |
| 1994/95 | Див. «A»  | 1     | 36 | 28 | 4  | 4  | 103 | 20 | 88 | 1/4 финала    |           |               |
| 1995/96 | Нац. Див. | 3     | 30 | 24 | 2  | 4  | 71  | 16 | 74 | Победитель    |           |               |
| 1996/97 | Нац. Див. | 1     | 30 | 26 | 3  | 1  | 82  | 10 | 81 | 1/32 финала   | КОК       | 1 раунд       |
| 1997/98 | Нац. Див. | 3     | 26 | 17 | 3  | 6  | 54  | 32 | 54 | Финалист      | ЛЧ        | 1 квал. раунд |
| 1998/99 | Нац. Див. | 2     | 26 | 15 | 6  | 5  | 30  | 13 | 51 | Финалист      | КОК       | квал. раунд   |
| 1999/00 | Нац. Див. | 3     | 36 | 18 | 11 | 7  | 52  | 23 | 65 | Победитель    | КУЕФА     | квал. раунд   |
| 2000/01 | Нац. Див. | 4     | 28 | 10 | 9  | 9  | 30  | 30 | 39 | 1/2 финала    | КУЕФА     | квал. раунд   |
| 2001/02 | Нац. Див. | 4     | 28 | 10 | 7  | 11 | 36  | 42 | 39 | 1/4 финала    |           |               |
| 2002/03 | Нац. Див. | 5     | 24 | 7  | 5  | 12 | 27  | 38 | 26 | 1/2 финала    | Интертото | 1 раунд       |
| 2003/04 | Нац. Див. | 4     | 28 | 12 | 9  | 7  | 32  | 22 | 45 | 1/4 финала    |           |               |
| 2004/05 | Нац. Див. | 4     | 28 | 12 | 8  | 8  | 41  | 23 | 44 | 1/4 финала    | КУЕФА     | 2 квал. раунд |
| 2005/06 | Нац. Див. | 3     | 28 | 8  | 13 | 7  | 24  | 21 | 37 | 1/4 финала    |           |               |
| 2006/07 | Нац. Див. | 5     | 36 | 10 | 16 | 10 | 37  | 32 | 46 | 1/2 финала    | Интертото | 3 раунд       |
| 2007/08 | Нац. Див. | 4     | 30 | 16 | 7  | 7  | 36  | 21 | 55 | 1/2 финала    |           |               |
| 2008/09 | Нац. Див. | 7     | 30 | 9  | 5  | 16 | 30  | 36 | 32 | 1/2 финала    | Интертото | 2 раунд       |
| 2009/10 | Нац. Див. | 9     | 33 | 8  | 10 | 15 | 20  | 34 | 34 | 1/4 финала    |           |               |
| 2010/11 | Нац. Див. | 7     | 39 | 17 | 6  | 16 | 57  | 45 | 57 | 1/4 финала    |           |               |
| 2011/12 | Нац. Див. | 6     | 33 | 10 | 12 | 11 | 36  | 32 | 42 | 1/4 финала    |           |               |
| 2012/13 | Нац. Див. | 3     | 33 | 18 | 10 | 5  | 54  | 20 | 64 | Победитель    |           |               |
| 2013/14 | Нац. Див. | 2     | 33 | 21 | 9  | 3  | 60  | 27 | 72 | 1/4 финала    | ЛЕ        | 1 квал. раунд |
| 2014/15 | Нац. Див. | 4     | 24 | 14 | 2  | 8  | 49  | 28 | 44 | 1/2 финала    | ЛЕ        | 1 квал. раунд |

## Достижения
- Чемпион Молдовы (1): 1996/97
- Серебряный призёр Чемпионата Молдовы (2): 1998/99, 2013/14
- Бронзовый призёр Чемпионата Молдовы (5): 1995/96, 1997/98, 1999/00, 2005/06, 2012/13
- Обладатель Кубка Молдовы (3): 1995/96, 1999/00, 2012/13
- Финалист Кубка Молдовы (2): 1997/98, 1998/99
- Финалист Суперкубка Молдовы (1): 2013

Командные призы: 
- Приз Fair Play чемпионата Молдовы (4): 2008[34], 2010[35], 2012[36], 2013[37]

## Главные тренеры

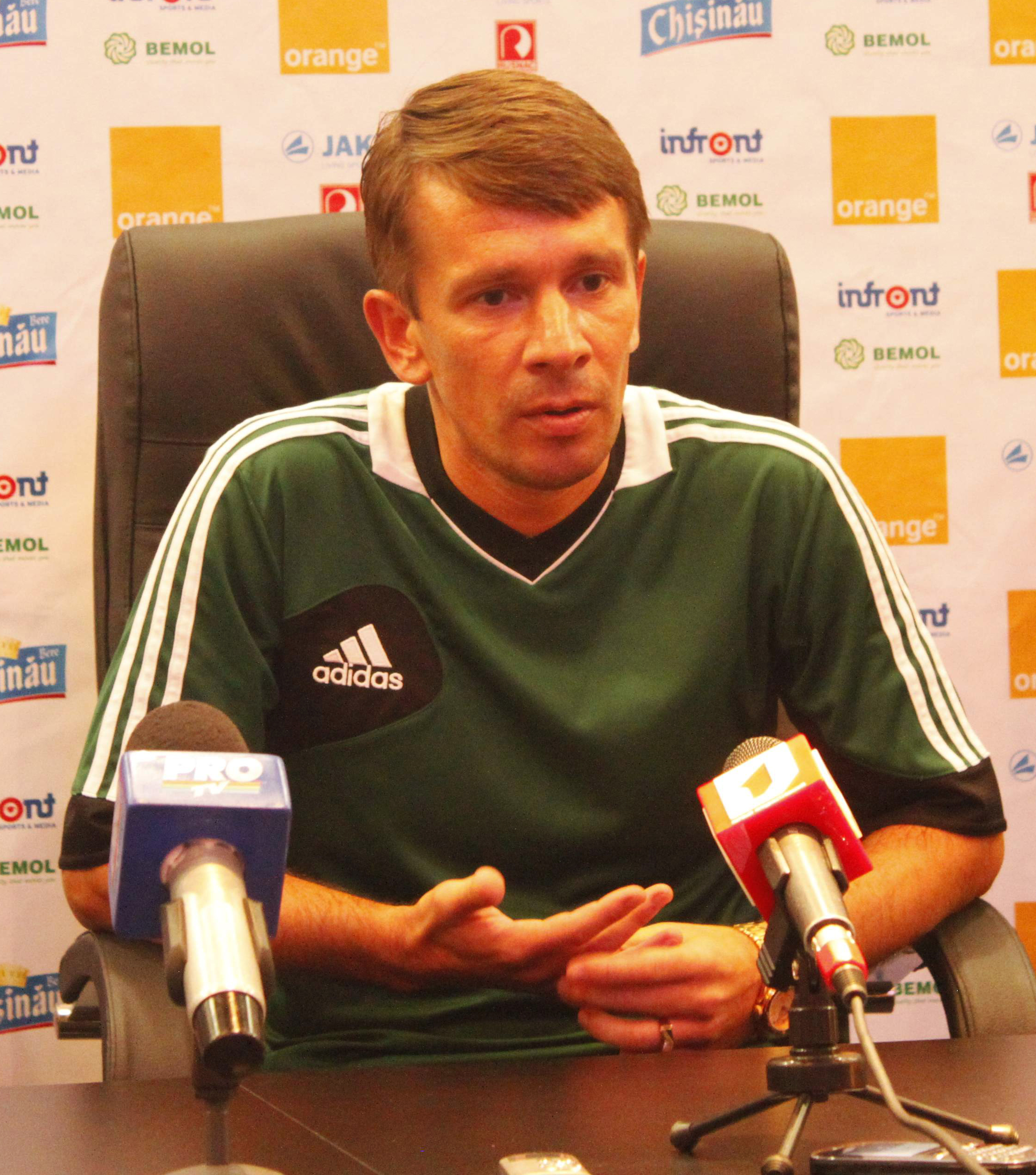
Влад Гоян — главный тренер ФК «Тирасполь» с 2011 по 2014 год

| Тренер                | Гражданство | Начало | Конец |
| --------------------- | ----------- | ------ | ----- |
| Александр Мацюра      | Молдова     | 1996   | 1998  |
| Игорь Надеин          | Украина     | 1998   | 1999  |
| Дмитрий Кихаев        | Молдова     | 1999   | 1999  |
| Иван Карас            | Молдова     | 1999   | 2000  |
| Александр Голоколосов | Украина     | 2001   | 2001  |
| Юрий Кулиш            | Украина     | 2001   | 2002  |
| Игорь Наконечный      | Украина     | 2002   | 2003  |
| Александр Мацюра      | Молдова     | 2003   | 2004  |
| Виктор Барышев        | Молдова     | 2004   | 2004  |
| Юрий Кулиш            | Украина     | 2004   | 2006  |
| Владимир Рева         | Украина     | 2006   | 2008  |
| Эмилиан Карас         | Молдова     | 2008   | 2009  |
| Юрий Блонарь          | Молдова     | 2009   | 2011  |
| Влад Гоян             | Молдова     | 2011   | 2014  |
| Лилиан Попеску        | Молдова     | 2014   | 2015  |